# Riguldi
Riguldi (szw. Rickul) – wieś w Estonii, w prowincji Lääne, w gminie Noarootsi. W 2000 roku populacja wsi wynosiła 20 osób.